# Витко, Артём Леонидович
Артём Леони́дович Витко́ (укр. Артем Леонідович Вітко; род. 30 января 1985 года, Прага, Чехословакия) — командир добровольческого батальона МВД Украины Луганск-1. С 27 ноября 2014 года — народный депутат Украины от Радикальной партии Олега Ляшко.

## Биография
Окончил Харьковский военный университет. Служил в вооруженных силах Украины, откуда уволился в запас из-за сокращения штатов. Имеет звание капитана.
Работал в Государственном агентстве земельных ресурсов Украины.

### Участие в вооружённом конфликте на востоке Украины
В апреле 2014 года возглавил луганский областной штаб «Рух опору» («Движение сопротивления»), общественного движения, созданного по инициативе Юлии Тимошенко. В этом месяце областное МВД Украины по указанию главы ведомства Арсена Авакова начало сотрудничество с местным штабом, что вылилось в формирование трёх добровольческих батальонов МВД: «Тимур», «Стаханов» и «Луганск». В рамках этого процесса, Артём Витко был назначен заместителем командира БПСМОП «Луганск». Из-за неспешного снабжения вооружением со стороны Луганского ГУ МВД, эти подразделения в ходе боёв с вооружёнными формированиями самопоровозглашённой ЛНР были разбиты. После этого состоявшие в них добровольцы отправились в Днепропетровскую область, где было завершено формирование батальона «Луганск-1» в структуре ГУ МВД Украины в Днепропетровской области. Личный состав подразделения в то время состоял на 80 % из луганчан. Комбатом «Луганск-1» был назначен Андрей Левко. На самом деле это был Артем Витко, который до избрания народным депутатом носил на людях балаклаву и использовал данный позывной, чтобы обеспечить безопасность своих друзей, родных и близких на Луганщине.
Во главе батальона патрульной службы милиции особого назначения «Луганск-1» принял участие в вооружённом конфликте в Донбассе, в составе батальона «Луганск-1» участвовал в захвате Лисичанска, Рубежного и Северодонецка, а также в обстреле пригородов Луганска.

### Политическая карьера
На парламентских выборах 26 октября 2014 года вошёл в партийный список Радикальной партии Олега Ляшко под номером 7. Был выбран народным депутатом Украины. Является председателем подкомитета по вопросам социальной политики агропромышленного комплекса, развития сельских территорий, науки и образования Комитета Верховной Рады Украины по вопросам аграрной политики и земельных отношений, заместителем члена постоянной делегации в Парламентской ассамблее Организации Черноморского экономического сотрудничества, заместителем руководителя группы по межпарламентским связям с Государством Катар и членом групп по межпарламентским связям с Израилем, Ираком, Новой Зеландией и Италией.
26 января 2015 года вместе с Дмитрием Линько перед открытием зимней сессии Парламентской ассамблеи Совета Европы напал на члена российской делегации и лидера КПРФ Геннадия Зюганова и его заместителя Ивана Мельникова, которым нанесли ряд толчков и в итоге облили символичной украинской «кровью». Нападение было совершено под предлогом поддержки военной и депутата Верховной рады Надежды Савченко, отбывавшей тюремный срок в России.
18 сентября 2015 года заявил о выходе из фракции Радикальной партии Олега Ляшко, до этого осудив участие Радикальной партии в митинге под Верховной радой 31 августа этого года и заявив, что не собирается выходить из коалиции. После этого спикер Владимир Гройсман объявил о выходе Витко из фракции, а на сайте Верховной рады была опубликована эта информация. Позже её изменили, оставив депутата во фракции РП. Лидер РП Олег Ляшко заявил, что Витко был подкуплен, и его однопартийцы потребовали признать избранным депутатом следующего в своём списке из-за досрочного прекращения полномочий и исключения Витко. ЦИК не нашел оснований для этого, так как сам Витко не выходил из партии. После этого конфликта продолжил официально оставаться во фракции Радикальной партии. Во время заседания Рады 14 апреля 2016 года Витко оскорбил главу своей фракции и заявил, что «меня делегировал сюда воинский коллектив, и только он может забрать у меня мой мандат, а не те, кто сотрудничает с олигархами».
1 ноября 2018 года были введены российские санкции против 322 граждан Украины, включая Артёма Витко.

## Декларация о доходах
В декларации за 2013 год указал личный доход в размере 42 500 гривен. За 2014 год доход составил 96 719 гривен.

## Семья
Не женат